# Petabajt
Petabajt (skrót PB), pebibajt (skrót PiB) – jednostki używane w informatyce głównie do określania największych posiadanych przestrzeni dyskowych, zasobów plików milionów użytkowników określonego serwisu internetowego lub baz danych gromadzących informacje z zasobów całego Internetu.
Formalnie, petabajt oznacza biliard (1.000.000.000.000.000 = 1015) bajtów, natomiast pebibajt (zgodnie z zaleceniami IEC) – 250, czyli 1.125.899.906.842.624 = 10245 bajtów. Ze względów historycznych pebibajt jest jednostką używaną znacznie rzadziej, natomiast petabajt bywa rozumiany zarówno jako wielkość odpowiadająca formalnej definicji petabajta, jak i pebibajta.
Zgodnie ze standardem IEC 60027-2 w systemie przedrostków dwójkowych (binarnych) obowiązują zależności:
```
1 PiB = 1024
 
TiB
 = 1024 · 1024
 
GiB
 = 1024 · 1024 · 1024
 
MiB
 = 1024 · 1024 · 1024 · 1024
 
kiB
 = 1024 · 1024 · 1024 · 1024 · 1024
 
B
```

natomiast w systemie przedrostków dziesiętnych SI:
```
1 PB = 1000
 
TB
 = 1000 · 1000
 
GB
 = 1000 · 1000 · 1000
 
MB
 = 1000 · 1000 · 1000 · 1000
 
kB
 = 1000 · 1000 · 1000 · 1000 · 1000
 
B
```

## Petabajt w praktyce
- RapidShare – począwszy od października 2007 roku, posiadał kilka petabajtów przestrzeni dyskowej do przechowywania danych[1].
- eBay – w listopadzie 2006 roku posiadał 2 petabajty informacji[2].
- Google – w styczniu 2008 roku przetwarzało około 24 petabajty danych dziennie[3].
- CERN – w październiku 2008 roku ogłosił, że 4 eksperymenty w Wielkim Zderzaczu Hadronów będą wytwarzać rocznie ponad 15 petabajtów danych[4].
- Google – w grudniu 2008 roku ogłosiło, że jest w stanie posortować jeden petabajt danych w ciągu 6 godzin i 2 minut, używając do tego 4000 komputerów[5].
- Bell Labs – we wrześniu 2009 roku ogłoszono, że naukowcy z działu badawczego firmy ustanowili nowy rekord optycznej transmisji danych, osiągając 100 petabitów na sekundokilometr (dystans kilometra jest pokonywany w ciągu sekundy) na łączu o długości 7000 km[6].
- YouPorn – druga co do wielkości strona z materiałami pornograficznymi generuje aż 1 petabajt danych dziennie[7].
- Facebook – dane zgromadzone na Facebooku w 2012 roku to ponad 180 petabajtów; co 24 godziny przybywało ponad 0,5 petabajta[8].
- Microsoft – w maju 2013 roku Microsoft poinformował, że podczas przenoszenia kont pocztowych z usługi Hotmail do Outlook.com przetransferowanych zostało 150 petabajtów danych[9].
- Minecraft - wygenerowanie całej mapy (60 000 000 x 256 x 60 000 000) wymagałoby 8 petabajtów wolnego miejsca.
- Od 2000 do 2017 roku firma DigitalGlobe zgromadziła 100 petabajtów danych – są to fotografie satelitarne (wykorzystywane m.in. w mapach Google) ~7 miliardów kilometrów kwadratowych terenu. Jedno ujęcie o wysokiej rozdzielczości może mieć rozmiar 30 gigabajtów[10].
- Jedna biblioteka taśmowa (wielkości typowej szafy, zajmującej powierzchnie na podłodze 1m2) IBM  TS4500 może zawierać 8,76 PB danych na taśmach LTO 8 (stan na 2019)[11][12].
- Summit - do czerwca 2020 roku najszybszy superkomputer na świecie, wyprodukowany przez firmę IBM. Posiada on 250 PB (Petabajtów) pamięci.
- Internet Archive - serwis archiwizujący strony internetowe i biblioteka z kopiami cyfrowymi książek, zawierająca też filmy, materiały telewizyjne, radiowe i oprogramowanie - miał w 2020 roku ponad 70 petabajtów danych[13].